# Faja Lobbi
Faja Lobbi is een Nederlands-Surinaamse documentaire uit 1960 van Herman van der Horst, opgenomen in kleur en met geluid. De film heeft als alternatieve titels Fiery Love en Symphony of the Tropics en werd vertoond op de filmfestivals van Berlijn en Adelaide. De film won in Berlijn een Gouden beer voor beste documentaire.
De film laat de binnenlanden van Suriname zien. Centraal staat hierbij de rivier de Marowijne met de daaraan gelegen dorpen, en hoe de verschillende bevolkingsgroepen in de samenleving met elkaar leven.
Faja Lobbi verwijst ook naar de nationale bloem van Suriname, Ixora, in het bijzonder een vuurrode soort daarvan.
Op het affiche van de film staat een illustratie van Cees Bantzinger.
In 2010 werd Faja Lobbi uitgegeven als onderdeel van een box met 3 cd's over Suriname door het Nederlands Instituut voor Beeld en Geluid.
1896-1909 · 1910-19 · 1920-29 · 1930-39 · 1940-49 · 1950-59 · 1960-69 · 1970-79 · 1980-89 · 1990-99 · 2000-09 · 2010-19
· 2020-29